# Diecéze Susa
Diecéze Susa (italsky Diocesi di Susa) je římskokatolická diecéze nacházející se v Itálii, která je součástí církevní oblasti Piemonte – Val d'Aosta a je sufragánní vůči turínské metropoli. Katedrálou je kostel sv. Justa v Suse.

## Historie
V 11. stoleté vzniklo opatství sv. Justa v Suse a dlouho se jednalo o opatství nullius dioecesis. Diecéze vznikla až v roce 1772. Od 19. února 2022 je in persona episcopi spojena s turínskou arcidiecézí.